# Casapueblo
Casapueblo és l'antiga residència estival de l'artista uruguaià Carlos Páez Vilaró. Actualment és una ciutadella, la qual inclou un museu, una galeria d'art i un hotel. Es troba dins de la petita península de Punta Ballena, al sud del departament de Maldonado.

## Història
L'estructura va ser dissenyada per Carlos Páez Vilaró, prenent com a model les construccions de la costa mediterrània de Santorí. L'arquitecte, però, fa referència a un ocell característic de l'Uruguai i de la regió meridional d'Amèrica del Sud, el furnarius rufus.
La propietat alberga un homenatge al fill de Vilaró, Carlos Miguel, un dels uruguaians supervivents de l'accident aeri dels Andes.